# Sobinka
Sobinka (ros. Собинка) – miasto w Rosji, w obwodzie włodzimierskim położone 37 km na południowy zachód od Włodzimierza na prawym brzegu rzeki Klaźmy, centrum administracyjne rejonu sobińskiego.
Osada powstała w połowie XIX wieku przy fabryce tekstylnej, znacjonalizowanej pod nazwą Komunistyczna awangarda (ros. Коммунистический авангард) i osada przezwana została Komawangard (ros. Комавангард). Od 1939 status miasta.